# Joseph Gordon-Levitt
Pour les articles homonymes, voir Gordon et Levitt.
Joseph Gordon-Levitt (/ˈd͡ʒoʊsəf ˈgɔɹdən ˈlɛvɪt/) est un acteur, réalisateur, scénariste, producteur et chanteur américain, né le 17 février 1981 à Los Angeles (Californie).

## Biographie

### Jeunesse et formation
Joseph Gordon-Levitt naît à Los Angeles dans une famille juive et grandit dans le quartier de Sherman Oaks, en Californie.
Il est le petit-fils du metteur en scène Michael Gordon, qui a réalisé Confidences sur l'oreiller et Cyrano de Bergerac.
Son père, Dennis Levitt, était autrefois le directeur des nouvelles de la Pacifica Radio station, KPFK-FM. Sa mère, Jane Gordon, a concouru pour le Congrès des États-Unis en Californie dans les années 1970 au nom du Parti paix et liberté. Il a un frère aîné Dan (photographe) qui est mort en 2010.
Il étudie à l'université Columbia, notamment la poésie française, et quitte la faculté sans diplôme pour se concentrer sur sa carrière d'acteur.

### Carrière

#### Débuts d'acteur
Il a commencé sa carrière d'acteur dès l'âge de quatre ans en rejoignant un groupe de théâtre musical et a interprété l'épouvantail dans une production du Magicien d'Oz.
En 1991, il tient les rôles de David et Daniel Collins dans la série télévisée La Malédiction de Collinwood (Dark Shadows).
En 1992, il fait sa première apparition au cinéma dans le film de Robert Redford, Et au milieu coule une rivière, où il interprète le rôle du frère aîné.
En 1994, à l'âge de douze ans, il obtient son premier grand rôle avec Roger Bomman dans Une équipe aux anges (Angels in the Outfield) remake du film de 1951.
En 1996, il est révélé pour son interprétation du jeune Tommy Solomon dans la sitcom familiale de science-fiction Troisième planète après le Soleil, rôle qu'il tient jusqu'en 2001, durant quatre saisons. La popularité de la sitcom lui permet même d'apparaître dans l'épisode 11 de la première saison (Le Petit Copain d’Éric) de la série That '70s Show où il joue le jeune Buddy Morgan, qui tombe amoureux d'Eric Forman.
En 1999, il se fait remarquer sur grand écran, dans la comédie romantique Dix Bonnes Raisons de te larguer aux côtés de Julia Stiles et Heath Ledger.

#### Cinéma indépendant et révélation

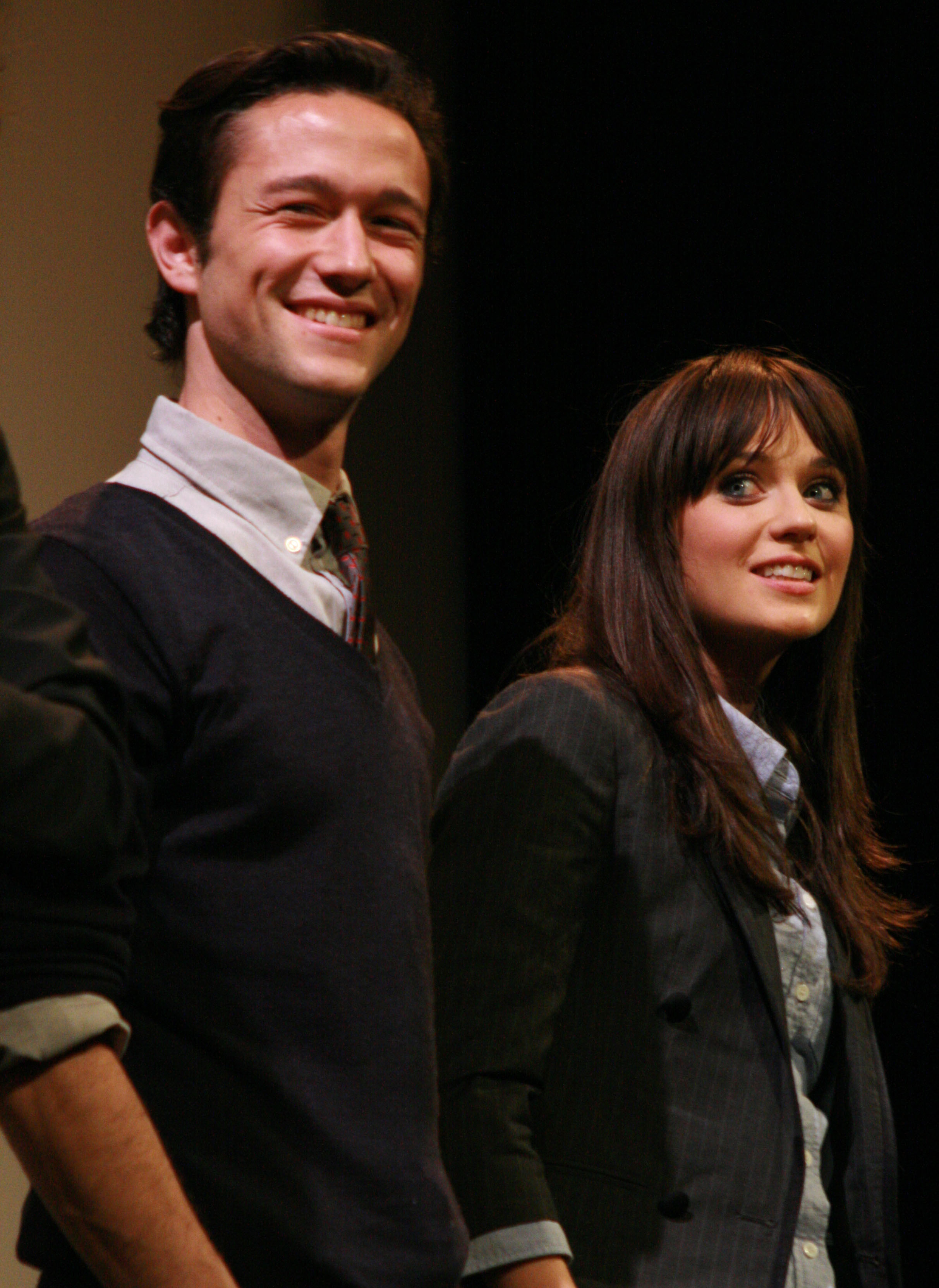
Joseph Gordon-Levitt aux côtés de Zooey Deschanel pour la première du film (500) jours ensemble, en mars 2009.

Il s'aventure dans des rôles complexes, dans des productions ambitieuses mais modestes : il se fait ainsi remarquer dans le rôle principal du drame indépendant Mysterious Skin, un film écrit et réalisé par Gregg Araki. Pour les besoins du film, l'acteur porte des lentilles bleues.
Il enchaîne avec deux autres œuvres remarquées par la critique : 2005, le thriller Brick de Rian Johnson, puis en tenant un second rôle en 2007 dans le polar The Lookout, écrit et réalisé par Scott Frank.
Après avoir enchaîné quelques productions plus mineures, il est révélé au monde entier en interprète masculin principal de la comédie romantique indépendante (500) jours ensemble, aux côtés de Zooey Deschanel. Sa prestation de jeune homme idéaliste et mélomane lui vaut une nomination au Golden Globe du meilleur acteur dans un film musical ou une comédie, et lui permet d'attirer l'attention des studios. La même année, le succès commercial du blockbuster d'action G.I. Joe : Le Réveil du Cobra, où il tient un second rôle, confirme ce potentiel.

#### Confirmation critique et commerciale

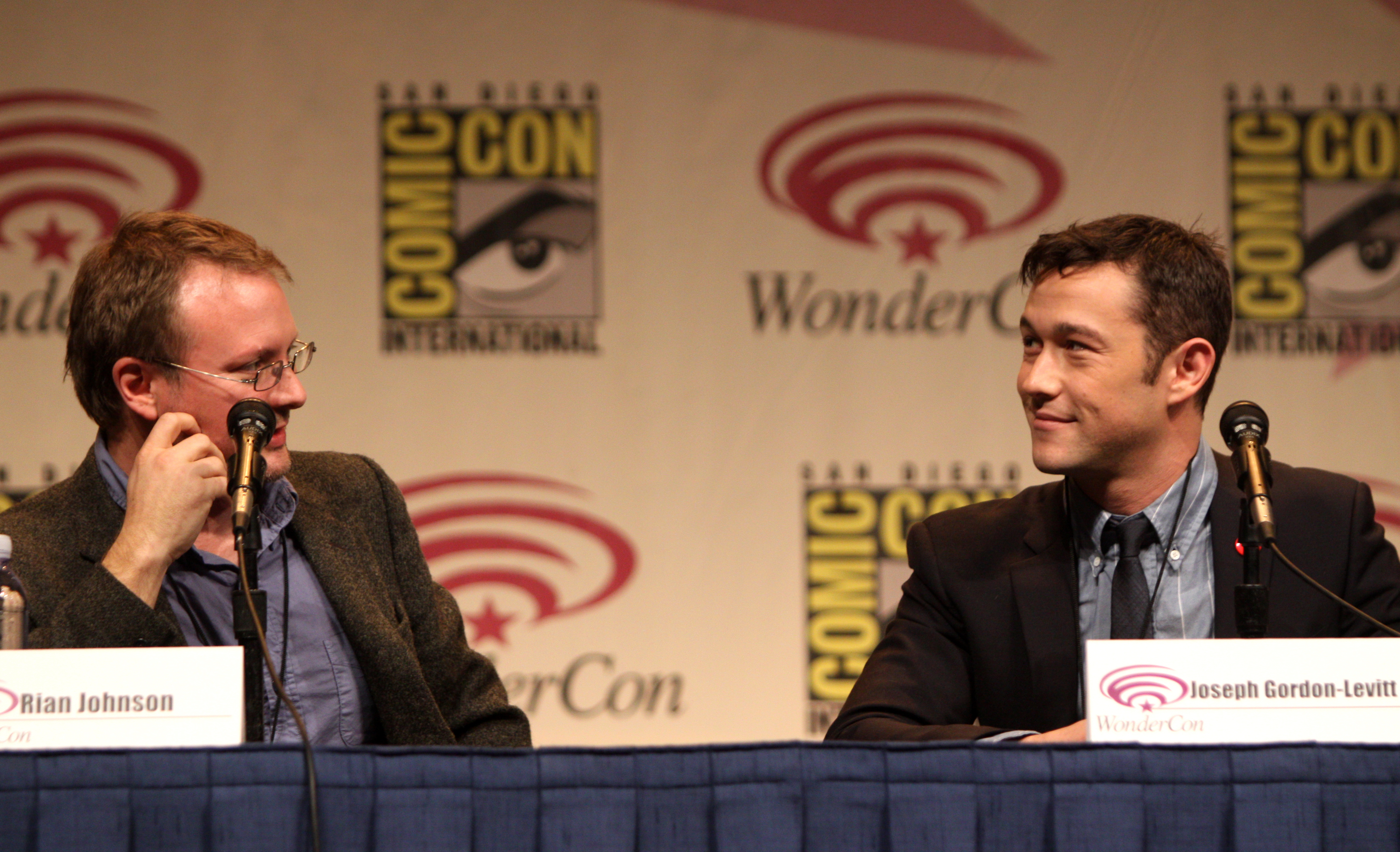
L'acteur aux côtés du scénariste et réalisateur Rian Johnson au WonderCon 2012, pour la promotion de Looper.

En 2010, il fait partie de la distribution de stars du film de science-fiction Inception, de Christopher Nolan. Aux côtés d'Elliot Page, Tom Hardy, Marion Cotillard et Cillian Murphy, il entoure en effet le héros incarné par Leonardo DiCaprio. Le blockbuster connaît un succès critique et commercial mondial.
En 2011, il continue à se distinguer au sein du cinéma indépendant, en tête d'affiche de Hesher de Spencer Susser, puis en tenant un second rôle dans la comédie satirique Elektra Luxx de Sebastian Gutierrez. Mais c'est dans le rôle d'un jeune homme atteint d'un cancer pour la comédie dramatique 50/50 de Jonathan Levine, entouré de Seth Rogen, Anna Kendrick et Bryce Dallas Howard, qu'il impressionne. Ce rôle lui vaut une seconde nomination au Golden Globe du meilleur acteur dans un film musical ou une comédie. Ce film marque le début d'une suite de projets tous acclamés par la critique.
L'année 2012 s'avère particulièrement prolifique : il retrouve tout d'abord le réalisateur Christopher Nolan pour le rôle de John Blake, un jeune policier chargé d'une mission spéciale dans le troisième volet de la trilogie Batman, The Dark Knight Rises, aux côtés de Marion Cotillard, Michael Caine, Cillian Murphy et Tom Hardy. Le même été, il est la tête d'affiche du thriller d'action Premium Rush, écrit et réalisé par David Koepp. La fin de l'année lui permet enfin de briller dans deux projets ambitieux : il est la star du thriller de science-fiction Looper, qui marque sa seconde collaboration avec le scénariste et réalisateur de Brick, Rian Johnson. Pour les besoins de l'histoire, ses yeux sont numériquement modifiés pour ressembler à ceux de Bruce Willis, qui joue la version plus âgée de son personnage. Le film connait un succès critique et commercial mondial. Et il est enfin au casting de Lincoln, biopic mis en scène par Steven Spielberg. Il y prête ses traits à Robert Todd Lincoln, le fils aîné du président. Ce film historique connait lui aussi un succès international et récolte 12 nominations aux Oscars. Durant cette même année, il abandonne le tournage de Django Unchained de Quentin Tarantino pour réaliser son premier long métrage.

#### Réalisation et tête d'affiche

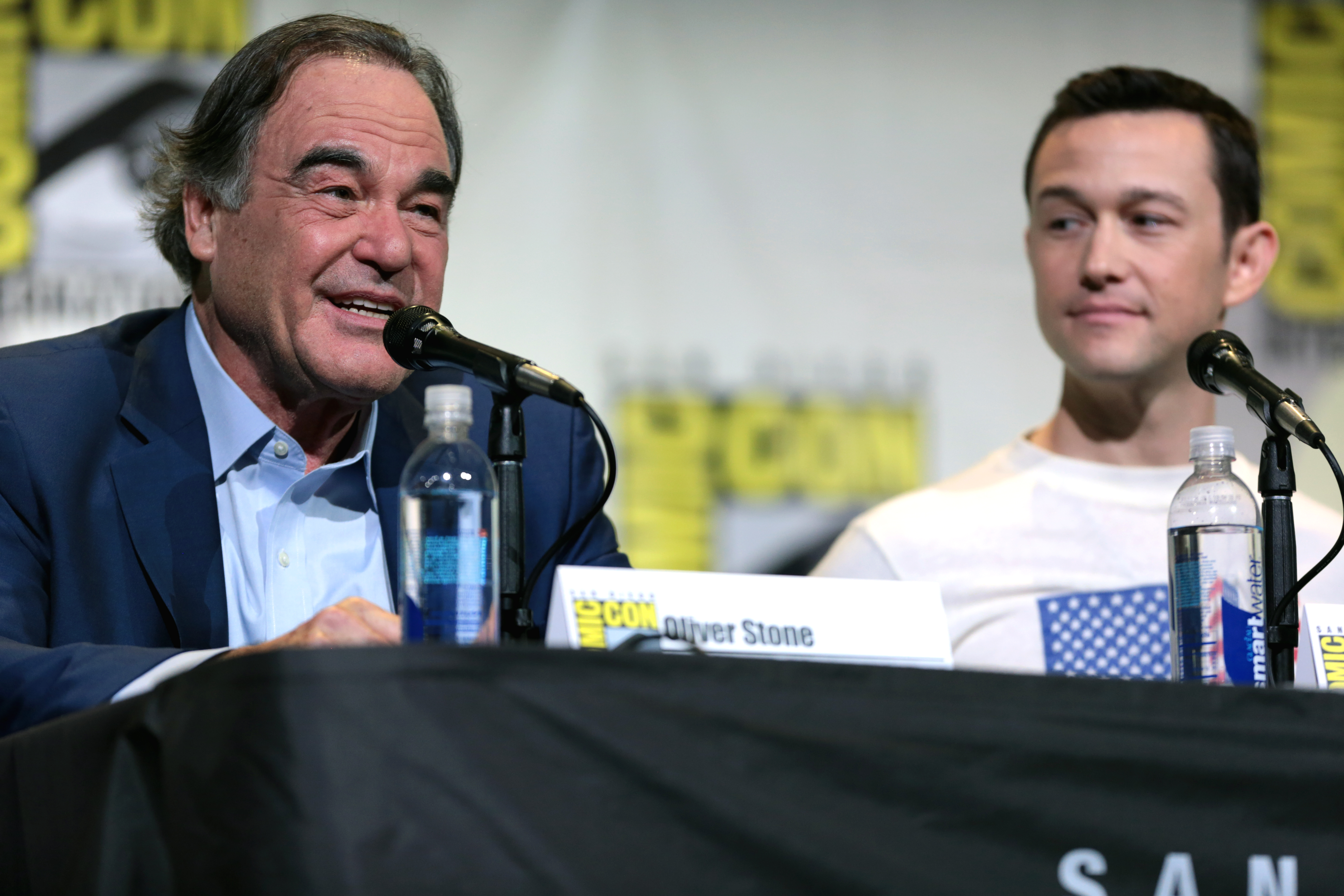
L'acteur aux côtés du réalisateur Oliver Stone, au San Diego Comic-Con 2016, pour la promotion de Snowden.

En 2013, il sort son premier film en tant que réalisateur, Don Jon, dans lequel il donne la réplique à Scarlett Johansson, Tony Danza et Julianne Moore.
En 2014, il fait partie de la large distribution du thriller Sin City : J'ai tué pour elle, de Robert Rodriguez et Frank Miller, qui est un flop critique et commercial.
En 2015, il collabore avec des cinéastes de renom, pour lesquels il interprète des personnalités contemporaines : le funambule Philippe Petit dans The Walk : Rêver plus haut de Robert Zemeckis ; puis Edward Snowden dans un biopic d'Oliver Stone, dont la sortie est programmée pour 2016.
Parallèlement à ces deux biopics, il reste fidèle à l'humour en retrouvant le réalisateur Jonathan Levine et l'acteur Seth Rogen pour la comédie potache The Night Before: Secret Party. Anthony Mackie complète le casting principal.

### Vie privée

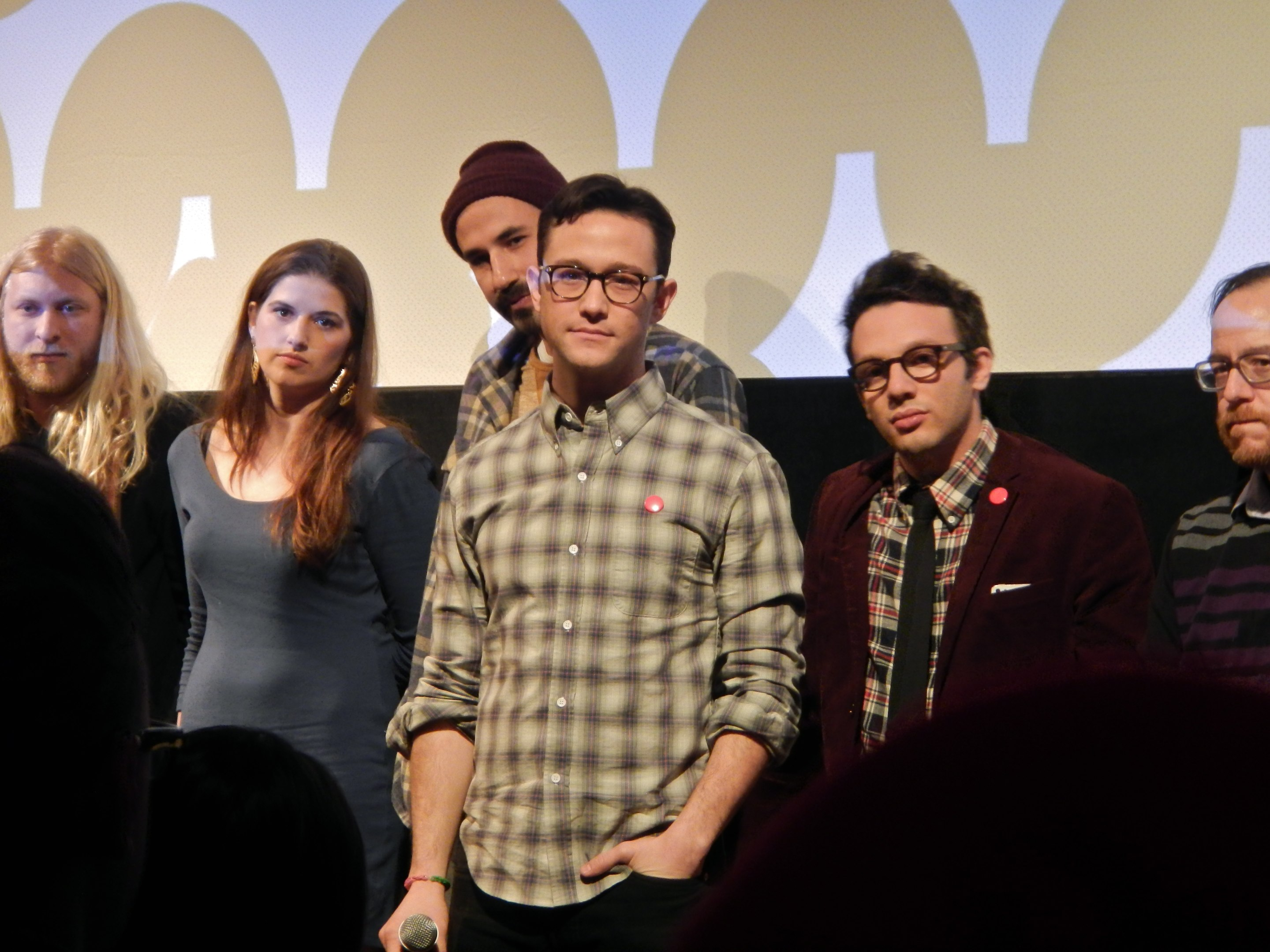
L'acteur avec son partenaire du projet HitRECord on TV, Jared Geller, au Festival de Sundance 2014.

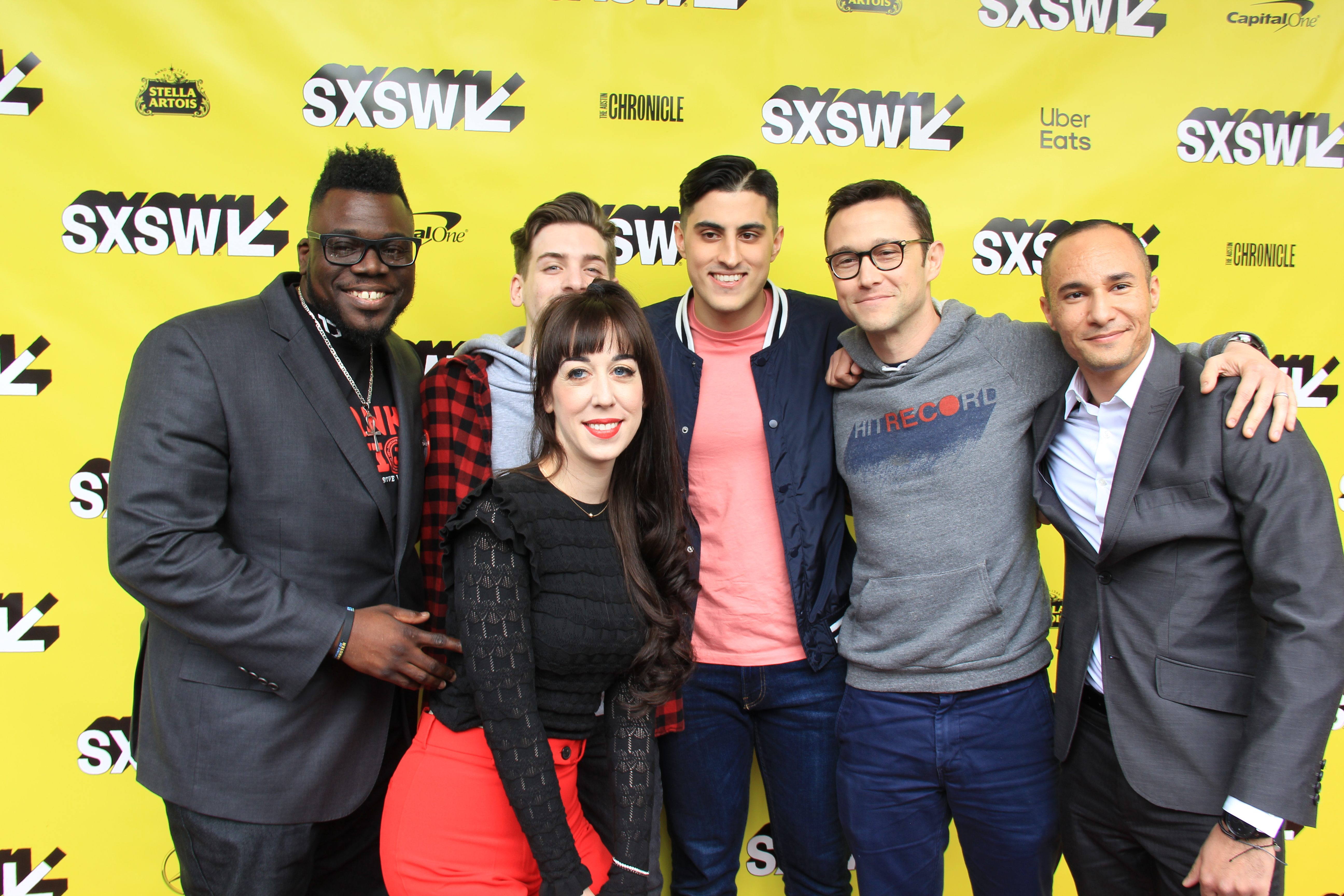
Puis au Festival South by Southwest 2019, avec des collaborateurs de HitRECord on TV.

En 2004, il a fondé sa propre société de production en ligne, HitRecord (en). Cette dernière utilise des vidéos, la musique, la littérature, la photographie, la performance et les arts graphiques de différents artistes du monde entier pour réaliser divers projets tels que des courts métrages, des livres et DVD.
Il est bilingue et réputé francophile,.
Il est très ami avec l'actrice Zooey Deschanel, depuis leur rencontre sur le tournage du film Manic, sorti en 2001. Pendant le tournage du film (500) jours ensemble, ils passaient tout leur temps libre à danser sur la musique de Marvin Gaye,.
Son frère aîné, Dan est décédé d'une overdose après avoir fait la fête avec des amis, le 4 octobre 2010, à l'âge de 36 ans. Joseph lui a rendu hommage sur son Twitter en disant : « Mon frère, mon super-héros, 1974-2010. Rendez-lui hommage, car il était vraiment génial. »
Joseph est aussi musicien, il pratique la guitare, le piano et le chant. Il a notamment repris, La Valse à mille temps de Jacques Brel, ainsi que Bad Romance de Lady Gaga lors de concerts.
En octobre 2013, il a publiquement déclaré être féministe.
En novembre 2013, il s'est exprimé sur le concept du « véritable amour » lors de la promotion de Don Jon, qui pour lui est une connexion réelle et unique entre deux personnes uniques. Il ne faut pas, selon lui, considérer le véritable amour comme un but qui doit être absolument recherché, sous peine de passer à côté.
Il a été le compagnon de Julia Stiles.
Le 20 décembre 2014, il s'est marié avec Tasha McCauley. En août 2015, le couple annonce la naissance de leur premier enfant, un petit garçon. En juin 2017, le couple annonce la naissance de leur deuxième enfant, de nouveau un petit garçon.

## Filmographie

### Cinéma

#### Longs métrages
- 1992 : Beethoven de Brian Levant : un étudiant
- 1992 : Et au milieu coule une rivière (A River Runs Through It) de Robert Redford : Norman jeune
- 1994 : Sacré mariage ! (Holy Matrimony) de Leonard Nimoy : Ezekiel
- 1994 : The Road Killers de Deran Sarafian : Rich
- 1994 : Une équipe aux anges (Angels in the Outfield) de William Dear : Roger Bomman
- 1996 : La Jurée (The Juror) de Brian Gibson : Oliver Laird
- 1998 : Sweet Jane de Joe Gayton : Tony
- 1998 : Halloween, 20 ans après (Halloween H20: Twenty Years Later) de Steve Miner : Jimmy Howell
- 1999 : Dix bonnes raisons de te larguer (10 Things I Hate About You) de Gil Younger : Cameron James
- 2000 : Morceaux choisis (Picking Up the Pieces) d'Alfonso Arau : Flaco
- 2000 : Coup de foudre pour toujours (Forever Lulu) de John Kaye : Martin Ellsworth[23]
- 2001 : Manic (en) de Jordan Melamed : Lyle
- 2002 : La Planète au trésor : Un nouvel univers (Treasure Planet) de Ron Clements et John Musker : Jim Hawkins (voix originale)
- 2003 : La Tentation d'Aaron (Latter Days) de C. Jay Cox : Paul Ryder plus âgé
- 2004 : Mysterious Skin de Gregg Araki : Neil McCormick
- 2005 : Brick de Rian Johnson : Brendan Frye
- 2005 : Jeux de gangs (Havoc) de Barbara Kopple : Sam
- 2005 : Shadowboxer de Lee Daniels : Dr DonScott
- 2007 : The Lookout de Scott Frank : Chris Pratt
- 2008 : Stop-Loss de Kimberly Peirce : Tommy Burgess
- 2008 : Miracle à Santa Anna (Miracle at St. Anna) de Spike Lee : Tim Boyle
- 2008 : Une arnaque presque parfaite (The Brothers Bloom) de Rian Johnson : le patron du bar (non crédité)
- 2008 : Killshot de John Madden : Richie Nix
- 2009 : Big Breaks de David Krumholtz : Todd Sterling
- 2009 : (500) jours ensemble ((500) Days of Summer) de Marc Webb : Tom
- 2009 : Uncertainty (The Ways) de Scott McGehee et David Siegel : Bobby
- 2009 : Women in Trouble de Sebastian Gutierrez : Bert Rodriguez
- 2009 : G.I. Joe : Le Réveil du Cobra (G.I. Joe: The Rise of Cobra) de Stephen Sommers : le Dr / Rex
- 2010 : Elektra Luxx de Sebastian Gutierrez : Bert Rodriguez
- 2010 : Inception de Christopher Nolan : Arthur
- 2011 : 50/50 de Jonathan Levine : Adam Lerner
- 2011 : Hesher de Spencer Susser : Hesher
- 2012 : The Dark Knight Rises de Christopher Nolan : Robin John Blake
- 2012 : Premium Rush de David Koepp : Wilee
- 2012 : Looper de Rian Johnson : Joe - également producteur exécutif
- 2012 : Lincoln de Steven Spielberg : Robert Todd Lincoln
- 2013 : Don Jon de Joseph Gordon-Levitt : Jon Martello / « Don Jon » - également réalisateur et scénariste
- 2013 : Le vent se lève (風立ちぬ, Kaze tachinu?) : Jiro Horikoshi (voix anglaise[24])
- 2014 : Sin City : J'ai tué pour elle (Sin City: A Dame to Kill For) de Robert Rodriguez et Frank Miller : Johnny
- 2014 : L'Interview qui tue ! (The Interview) d'Evan Goldberg et Seth Rogen : Joseph Gordon-Levitt[25],[4] (caméo non-crédité)
- 2015 : The Walk : Rêver plus haut (The Walk) de Robert Zemeckis : Philippe Petit
- 2015 : The Night Before: Secret Party de Jonathan Levine : Ethan
- 2016 : Snowden d'Oliver Stone : Edward Snowden
- 2016 : Straight Outta Oz de Colin Duffy : le magicien[4]
- 2017 : Star Wars, épisode VIII : Les Derniers Jedi (Star Wars: Episode VIII – The Last Jedi) de Rian Johnson : Slowen Lo (caméo vocal)
- 2019 : Code 7500 - Un avion en détresse (7500) de Patrick Vollrath : Tobias Ellis
- 2019 : À couteaux tirés (Knives Out) de Rian Johnson : un inspecteur (caméo)
- 2020 : Project Power d'Ariel Schulman et Henry Joost : Frank Shaver
- 2020 : Les Sept de Chicago (The Trial of the Chicago 7) d'Aaron Sorkin : Richard Schultz
- 2022 : Pinocchio de Robert Zemeckis : Jiminy Cricket (voix originale)[26]
- 2022 : Glass Onion : Une histoire à couteaux tirés (Glass Onion : A Knives Out Mystery) de Rian Johnson : Hourly Dong (caméo vocal)
- 2024 : Le Flic de Beverly Hills : Axel F. (Beverly Hills Cop: Axel F) de Mark Molloy : l'inspecteur Bobby Abbott
- 2024 : Killer Heat de Philippe Lacôte : Nick Bali (également producteur délégué)
- 2024 : Greedy People de Potsy Ponciroli : Terry Brogan

#### Courts métrages
- 2009 : Sparks (court métrage d'après la nouvelle homonyme d'Elmore Leonard) - en tant que réalisateur
- 2010 : Morgan M. Morgansen's Date with Destiny : Morgan M. Morgensen / le narrateur - également réalisateur
- 2010 : Morgan and Destiny's Eleventeenth Date: The Zeppelin Zoo : Morgan M. Morgensen / le narrateur - également réalisateur

#### Réalisateur
- 2013 : Don Jon - également acteur

### Télévision

#### Téléfilms
- 1988 : Stranger on My Land de Larry Elikann : Rounder
- 1989 : Settle the Score : Justin
- 1991 : Détour vers le bonheur (Changes) : Matt Hallam
- 1991 : Hi Honey: I'm Dead : Josh Stadler
- 1991 : Plymouth : Simon
- 1993 : Partners : ?
- 1993 : Les Parents que j'ai choisi (Gregory K) : Gregory Kingsley
- 1995 : The Great Elephant Escape : Matthew

#### Séries télévisées
- 1988 : Sacrée Famille (Family Ties) : Dougie (2 épisodes)
- 1990 : Arabesque (Murder, She Wrote) : le garçon no 1 (saison 6, épisode 20)
- 1991 : La Malédiction de Collinwood (Dark Shadows) : David Collins / Daniel Collins (12 épisodes)
- 1991 : China Beach : Archie Winslow, âgé de 9 ans (saison 4, épisode 13)
- 1991 : Code Quantum (Quantum Leap) : Kyle (saison 4, épisode 5)
- 1991 : La Loi de Los Angeles (L. A. Law) : Ricky Berg (saison 6, épisode 7)
- 1992-1993 : The Powers That Be (en) : Pierce Van Horne (13 épisodes)
- 1993 : Docteur Quinn, femme médecin (Dr Quinn, Medicine Woman) : Zach Lawson (saison 1, épisode 16)
- 1993-1995 : Roseanne : George (4 épisodes)
- 1996-2001 : Troisième planète après le Soleil (3rd Rock from the Sun) : Tommy Solomon (139 épisodes)
- 1998 : That '70s Show : Buddy Morgan (saison 1, épisode 11)
- 2000 : Au-delà du réel : L'aventure continue (The Outer Limits) : Zach Henniger (saison 6, épisode 18)
- 2005 : Numb3rs : Scott Reynolds (saison 1, épisode 11)
- 2015 : The Mindy Project : Matt Sherman (saison 4, épisode 1)
- 2015 : The Muppets : Joseph Gordon-Levitt[25] (saison 1, épisode 9)
- 2021 : Le Droit d'être américain : Histoire d'un combat (Amend: The Fight for America) : Joseph Gordon-Levitt[25] (2 épisodes)
- 2021 : Mr. Corman : Josh Corman
- 2022 : Super Pumped, la face cachée d'Uber (Super Pumped: The Battle for Uber) : Travis Kalanick
- 2023 : Poker Face : Trey Mendez

#### Série d'animation
- 2021 : Star Wars: Visions :	Jay (doublage version anglophone - épisode Tatooine Rhapsody)

## Distinctions

### Récompenses
- Young Artist Awards 1992 : Meilleur jeune acteur de moins de 10 ans pour Et au milieu coule une rivière
- Young Artist Awards 1997 : Meilleur jeune acteur dans une série de télévision comique pour Troisième planète après le Soleil
- Young Star Awards 1997 : Meilleur jeune acteur dans une série de télévision comique pour Troisième planète après le Soleil
- Young Star Awards 1998 : Meilleur jeune acteur dans une série de télévision comique pour Troisième planète après le Soleil
- Teen Choice Awards 1999 : Meilleur acteur dans une série de télévision pour Troisième planète après le Soleil
- Golden Space Needle 2004 : Meilleur acteur au Festival international du film de Seattle pour Mysterious Skin
- People's Choice Awards 2009 : Meilleur acteur pour (500) jours ensemble
- Teen Choice Awards 2009 : Meilleur acteur dans une comédie romantique pour (500) jours ensemble
- Spike TV's Scream Award 2010 : Meilleur acteur dans un second rôle et de la meilleure scène de combat pour Inception
- Hollywood Film Festival Awards 2011 : Meilleur acteur pour 50/50
- Utah Film Critics Association Awards 2011 : Meilleur acteur pour 50/50
- Oklahoma Film Critics Circle 2012 : Body of Work pour The Dark Knight Rises, Lincoln et Looper

### Nominations
- Young Artist Awards 1991 : Meilleur jeune acteur dans une série télévisée pour Code Quantum
- Young Artist Awards 1992 : Meilleur jeune acteur dans une série télévisée pour The Powers That Be
- Saturn Awards 1994 : Meilleur jeune acteur pour Une équipe aux anges
- Screen Actors Guild Awards 1997 : Meilleure distribution dans une série de télévision comique pour Troisième planète après le Soleil
- Screen Actors Guild Awards 1998 : Meilleure distribution dans une série de télévision comique pour Troisième planète après le Soleil
- Screen Actors Guild Awards 1999 : Meilleure distribution dans une série de télévision comique pour Troisième planète après le Soleil
- Young Star Awards 1999 : Meilleur jeune acteur dans un film de comédie pour Dix bonnes raisons de te larguer
- Gotham Breakthrough Awards 2004 : Meilleur acteur pour Mysterious Skin
- Detroit Film Critics Society Awards 2009 : Meilleur acteur pour (500) jours ensemble
- Film Independent's Spirit Awards 2009 : Meilleur acteur pour (500) jours ensemble
- Golden Globes 2009 : Golden Globe du meilleur acteur dans un film musical ou une comédie pour (500) jours ensemble
- Teen Choice Awards 2009 : Meilleur méchant pour G.I. Joe : Le Réveil du Cobra
- Central Ohio Film Critics Association 2010 : Award de la meilleure distribution pour Inception
- MTV Movie Awards 2010 : Meilleur combat et du plus beau baiser avec Elliot Page pour Inception
- People's Choice Awards 2010 : Meilleure distribution pour Inception
- Phoenix Film Critics Society 2010 : Award de la meilleure distribution pour Inception
- Washington D.C. Area Film Critics Association 2010 : Award de la meilleure distribution pour Inception
- Golden Globes 2011 : Golden Globe du meilleur acteur dans un film musical ou une comédie pour 50/50
- MTV Movie Awards 2011 : Meilleur acteur pour 50/50
- Critics' Choice Movie Awards 2012 : Meilleur acteur dans un film d'action

## Voix francophones
En France, Alexis Victor et Donald Reignoux, sont les voix françaises les plus régulières en alternance de Joseph Gordon-Levitt. Alexis Tomassian, Taric Mehani et Franck Lorrain l'ont également doublé respectivement à quatre reprises pour le premier et à deux occasions chacun pour les deux suivants. À titre exceptionnel, il a notamment été doublé par Pascal Nowak dans Stop-Loss et Pinocchio, par Gwendal Anglade dans Snowden et Anatole de Bodinat dans Poker Face. Par ailleurs, lors de son caméo dans le film L'Interview qui tue !, l'acteur n'a aucun dialogue.
Au Québec, Hugolin Chevrette-Landesque est la voix québécoise régulière de l'acteur.
Versions françaises
- Alexis Victor dans Inception, The Dark Knight Rises, Looper, Project Power[27], etc.
- Donald Reignoux dans (500) jours ensemble, Lincoln, The Walk : Rêver plus haut, Les Sept de Chicago[27], etc.

Versions québécoises
Note : La liste indique les titres québécois.
- Hugolin Chevrette-Landesque dans Origine, 50/50, L'Ascension du Chevalier Noir, Looper, La Marche, Snowden[30], etc.